# ماناهاتي ليسفيوسين
ماناهاتي ليسفيوسين (بالإندونيسية: Manahati Lestusen) (17 ديسمبر 1993 - ) هو لاعب كرة قدم إندونيسي في مركز الوسط. شارك مع منتخب إندونيسيا تحت 17 سنة لكرة القدم ومنتخب إندونيسيا تحت 20 سنة لكرة القدم ومنتخب إندونيسيا تحت 23 سنة لكرة القدم ومنتخب إندونيسيا لكرة القدم. أما مع النوادي، فقد لعب مع نادي سي إس فيزيه وبيرسيبايا سورابايا وباريتو بوترا ‏.

## روابط خارجية
- ماناهاتي ليسفيوسين على موقع قاعدة بيانات كرة القدم.إي يو (الإنجليزية)
- ماناهاتي ليسفيوسين على موقع ناشيونال فوتبول تيمز (الإنجليزية)
- ماناهاتي ليسفيوسين على موقع Soccerway.com (الإنجليزية)